# Fedoriwka (obwód chersoński)
Fedoriwka (ukr. Федорівка) – wieś na południu Ukrainy, w obwodzie chersońskim, w rejonie biłozerskim. Położona na prawym brzegu Ingulca. 1 222 mieszkańców.

## Historia
Wieś założona w 1845, zaludniona przesiedleńcami z Sadowego oraz z guberni czernihowskiej. W 1859 zamieszkiwana przez 333 osób, miała 38 zagród.

## Ochrona przyrody
W pobliżu wsi znajduje się Jaskinia Fedoriwska - krasowa jaskinia o długości do 100 metrów, położona na prawym, stromym brzegu Ingulca w rejonie występowania zjawisk krasowych. W 1983 uznana za pomnik przyrody.